# Рустамян, Вардкес Аршакович
Вардкес Аршакович Рустамян (9 мая 1908 — 15 марта 1984) — старший сержант Рабоче-крестьянской Красной Армии армянского происхождения, участник Великой Отечественной войны, командир стрелкового отделения 7-й стрелковой роты 526-го стрелкового полка 89-я Таманская Краснознаменная ордена Красной Звезды стрелковая дивизия. Герой Советского Союза (1945).

## Биография

### Ранняя биография
Вардкес Рустамян родился 9 мая 1908 года на территории Сурмалинского уезда Эриванской губернии Российской империи, ныне на территории Турции, в семье рабочего. Армянин. В 1921 году, после подписания Московского договора, в соответствии с которым Сурмалинский уезд был передан в состав Турции, вместе с родителями переехал в Советскую Армению. Получил среднее образование. Работал на предприятиях Еревана.
В августе 1942 года Рустамян был призван на службу в РККА Кировским райвоенкоматом г. Ереван Армянской ССР. С ноября того же года в действующей армии на фронтах Великой Отечественной войны. Воевал на Северо-Кавказском фронте, затем с ноября 1943 года в составе Отдельной Приморской армии 4-го Украинского фронта и на завершающем этапе войны в составе 1-го Белорусского фронта.
В мае 1944 года командир стрелкового отделения 7-й стрелковой роты 526-го стрелкового полка старший сержант В. Рустамян особо отличился в боях за освобождение Крыма. 7 мая 1944 года особо ожесточенные бои развернулись на подступах к городу Севастополь за высоту «Горная», расположенную между Балаклавой и юго-западной оконечностью Сапун-горы, возвышаясь над окружающей местностью, она являлась одной из ключевых позиций на южных подступах к Севастополю и была важным опорным пунктом гитлеровцев при их эвакуации из Севастополя.
В бою за высоту старший сержант В. Рустамян со своим отделением блокировал дзот противника, после чего бросился в атаку, личным примером увлекая за собой своих бойцов, и в рукопашной схватке сам лично уничтожил 15 гитлеровских солдат, обеспечив продвижение наших подразделений к вершине.
9 мая 1944 года на высоте «Горная» фашисты перешли в контратаку. Старший сержант В. А. Рустамян, подпустив их на близкое расстояние, открыл огонь из своего автомата и уничтожил 20 солдат противника. При отступлении гитлеровцев он вместе со своим отделением отрезал им путь отхода, уничтожив при этом 10 вражеских солдат, и ещё 5 взял в плен.
При дальнейшем наступлении путь батальону преградил дзот противника, из которого фашисты вели сильный пулемётный огонь. Старший сержант Рустамян первым подполз к дзоту, бросил в него гранату, уничтожил 3 солдат противника и захватил пулемёт, чем обеспечил успешное продвижение батальона вперёд.
Из наградного листа к званию Героя Советского Союза:

Тов. Рустамян в наступательные бои в период с 7 по 12 мая 1944 года по ликвидации Севастопольского плацдарма немцев неоднократно проявил геройство.
В районе гора «Горная» со своим отделением блокировал ДЗОТ противника. С лозунгами «За Родину!», «За Сталина!» бросился в атаку и в рукопашной схватке уничтожил сам лично 15 немецких солдат.
На горе «Горная» 9 мая немцы перешли в контратаку. Тов. Рустамян, подпустив их на близкое расстояние, огнём своего автомата уничтожил 20 солдат противника. При отступлении немцев тов. Рустамян со своим отделением отрезал путь их отхода, при этом уничтожил 10 немецких солдат и взял в плен 5 немцев.
На пути наступления батальона находился ДЗОТ противника, из которого немцы вели сильный пулемётный огонь. Тов. Рустамян первым подполз к ДЗОТу, бросил гранату и уничтожил 3-х солдат противника, взял пулемёт из ДЗОТа, тем самым дал возможность продвигаться вперёд батальону.
Тов. Рустамян является дисциплинированным младшим командиром, пользуется большим авторитетом у своих начальников и подчинённых.
Достоин высшей Правительственной награды звания «Герой Советского Союза».
Командир 526-го стрелкового полка майор Вахрамеев.
21 мая 1944 года.— 
Член ВКП(б)/КПСС с 1944 года.
Указом Президиума Верховного Совета СССР от 24 марта 1945 года старший сержант Вардкес Рустамян был удостоен высокого звания Героя Советского Союза с вручением ордена Ленина и медали «Золотая Звезда».
16 февраля 1945 года в боях на плацдарме западного берега реки Одер, южнее города Франкфурт-на-Одере, старший сержант В. А. Рустамян во время атаки противника, находясь на замаскированной позиции, неожиданно для врага открыл по нему ураганный огонь, в результате чего уничтожил 12 гитлеровцев, а остальных обратил в бегство.
Когда противник предпринял повторную атаку, старший сержант В. А. Рустамян, грамотно расставив своё отделение, открыл по ним фашистам сильный ружейно-автоматный огонь, вынудив их отступить. В этом бою он со своим отделением отразил 4 атаки противника, не подпустив к своим позициям ни одного гитлеровца, за что был награжден орденом Красной Звезды.
6 апреля 1945 года в боях за город Франкфурт-на-Одере старший сержант В. А. Рустамян при отражении контратаки противника вместе со своим отделением уничтожил до 20 гитлеровских солдат, при этом он сам лично огнём из своего автомата и метким броском гранаты уничтожил 9 гитлеровцев, за что был награждён медалью «За отвагу». Из приказа № 014/н по 526 стрелковому полку 89 стрелковой Таманской Краснознаменной ордена Красной Звезды дивизии от 18 мая 1945 года:

От имени Президиума Верховного Совета Союза Советских Социалистических Республик награждаю медалью «За отвагу» командира отделения 7 стрелковой роты старшего сержанта Рустамяна Вардкеса Аршаковича.
В боях за город Франкфурт 6.4.1945 года при отражении контратаки противника со своим отделением уничтожил до 20 немецких солдат, сам лично огнём из автомата и броском гранаты уничтожил 9 немецких солдат.
Командир 526-го стрелкового полка полковник Улановский.
Начальник штаба полка майор Бошнагян. — 

### После войны
После окончания войны В. А. Рустамян был демобилизован. Проживал и работал в Ереване. Скончался 15 марта 1984 года.

## Награды
- Медаль «Золотая Звезда»[5][6].
- Орден Ленина (24.03.1945)[7]
- Орден Красной Звезды(16.04.1945)[3]

- медали, в том числе:
  - «За отвагу» (11.10.1943)[4].
  - «За оборону Кавказа»(1944)[8].
  - «В ознаменование 100-летия со дня рождения Владимира Ильича Ленина» (6 апреля 1970)
  - «За победу над Германией» (9 мая 1945[9])[10].
  - «За взятие Берлина»(9.5.1945)[8].
  - «20 лет Победы в Великой Отечественной войне 1941—1945 гг.» (7 мая 1965[11])
  - «30 лет Победы в Великой Отечественной войне 1941—1945 гг.»[12]
  - «Ветеран труда»
  - «30 лет Советской Армии и Флота»[13]
  - «40 лет Вооружённых Сил СССР»[14]
  - «50 лет Вооружённых Сил СССР» (26 декабря 1967[15])
  - «60 лет Вооружённых Сил СССР» (28 января 1978[16])

- Знак «25 лет победы в Великой Отечественной войне» (1970)

## Память
- На могиле установлен надгробный памятник
- Имя героя увековечено в Главном Храме Вооружённых сил России, и навсегда запечатлено на мемориале «Дорога памяти»